# متحف أمزيان
متحف أمزيان هو متحف خاص افتتح في الناظور المغرب في مايو 2006.
أثار المتحف جدلاً حيث تم تخصيصه لـ الشريف محمد أمزيان رئيس الأركان العسكري السابق خلال حرب الريف الثالثة في أوائل القرن العشرين والذي يعتقد الكثيرون أنه ساعد الجيش الإسباني في منطقة الريف بالمغرب الإسباني ضد الثائر الثوري عبد الكريم الخطابي.
كان الأمازيغ في منطقة الريف ينتظرون بدلاً من ذلك متحفًا مخصصًا لعبد الكريم أو على الأقل إحضار رفاته من القاهرة مصر حيث توفي في اللجوء عام 1963.